# Verbesina villaregalis
Verbesina villaregalis là một loài thực vật có hoa trong họ Cúc. Loài này được McVaugh miêu tả khoa học đầu tiên năm 1982.